# International Conference on Intelligent Robots and Systems
Die International Conference on Intelligent Robots and Systems (dt. Internationale Konferenz für intelligente Roboter und Systeme, kurz IROS) ist eine internationale IEEE- und RSJ-Konferenz zu Robotik. Die IROS zählt dort neben der ICRA zu den wichtigsten Konferenzen. Die Konferenz findet seit 1988 an weltweit wechselnden Orten in Europa, Nordamerika und Asien statt.
Im Jahr 2017 fand sie in Vancouver statt. Im Jahr 2018 wurde die IROS in Madrid abgehalten und im Jahr 2019 fand sie in Macau statt. Die IROS 2020, ursprünglich geplant in Las Vegas, fand aufgrund der COVID-19-Pandemie unter dem Namen IROS On-Demand als virtuelles Event statt. 2021 fand sie in Prag und 2022 in Kyoto statt.